# Maluti

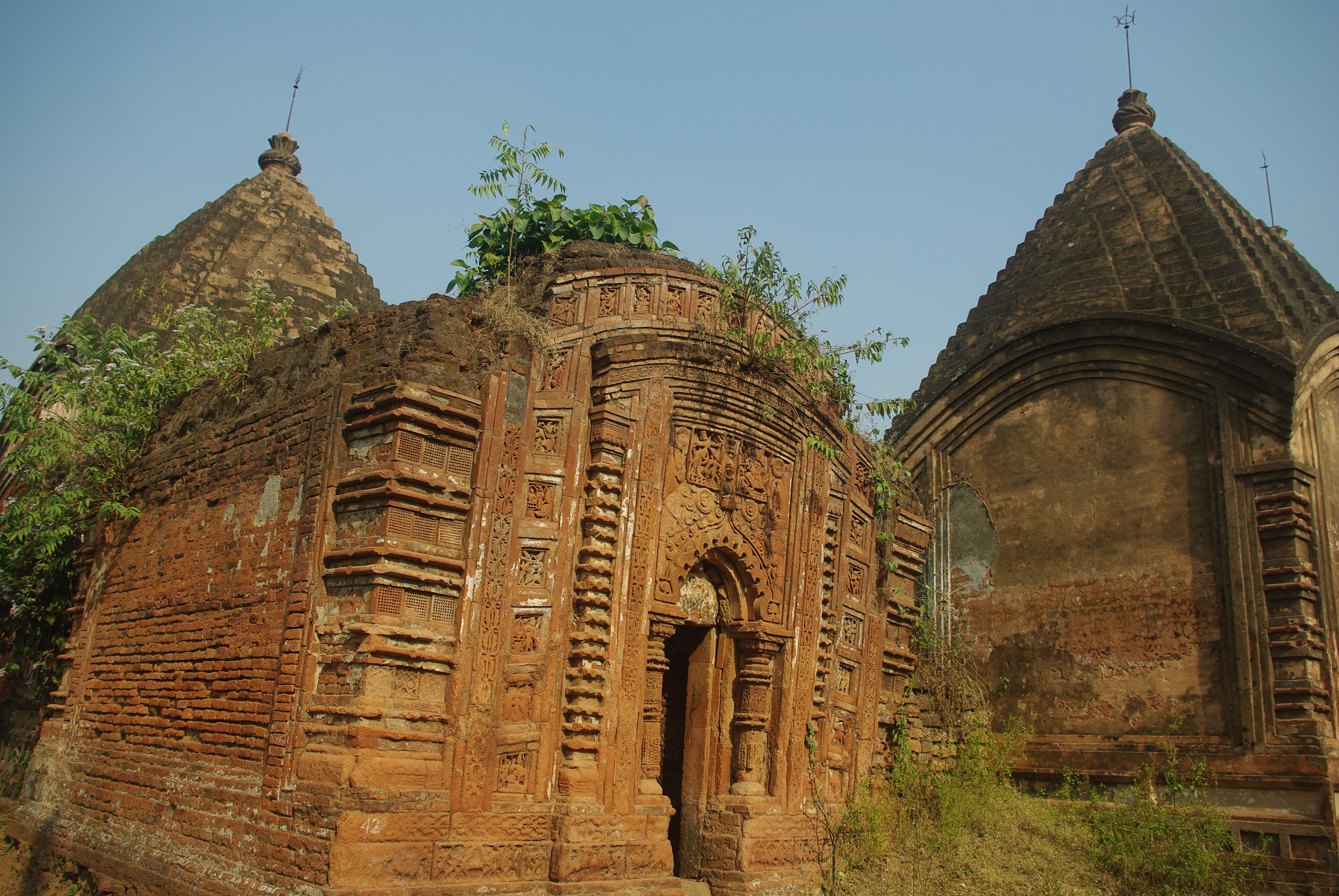
Maluti-Tempel

Maluti oder Malooti (bengalisch মলুটী) ist ein ca. 1500 Einwohner zählendes Dorf im Osten des indischen Bundesstaates Jharkhand. Es ist bedeutsam wegen seiner zahlreichen Kleintempel im bengalischen Stil aus dem 17.–19. Jahrhundert.

## Lage und Klima
Das Dorf Maluti liegt im östlichen Bereich des Chota Nagpur Plateaus in einer Höhe von etwa 500 m und ist ungefähr 13 km (Fahrtstrecke) von der nächstgelegenen Bahnstation in Rampurhat (Westbengalen) entfernt. Die Distriktshauptstadt Dumka befindet sich etwa 55 km in nordwestlicher Richtung. Das Klima ist warm; Regen fällt hauptsächlich in der sommerlichen Monsunzeit.

## Bevölkerung und Wirtschaft
Der Anteil der männlichen Bevölkerung ist etwa 25 % höher als der der weiblichen. Über 95 % der Einwohner sind Hindus. Man lebt – weitgehend als Selbstversorger – von der Landwirtschaft.

## Geschichte
Die Geschichte des Ortes und seiner Tempel geht angeblich zurück auf einen Brahmanen namens Basanta, der zu Beginn des 16. Jahrhunderts von seinem muslimischen Oberherren als Dank für die Rettung seines Jagdfalken Grundbesitz und den Titel Raja erhielt. Als Brahmane begann er mit dem Bau von Hindu-Tempeln im bengalischen Stil – eine Tradition, die von seinen Nachkommen fortgesetzt wurde.

## Sehenswürdigkeiten
Ursprünglich soll es im Umkreis von nur etwa 500 m 108 Tempel gegeben haben, die allesamt dem Hindu-Gott Shiva oder Göttinnen aus seinem Umkreis (Durga, Kali) geweiht waren; von diesen sind noch 72 in mehr oder weniger gutem Zustand erhalten. Die meisten der aus Ziegelsteinen gebauten und ehemals oft verputzten Tempel haben keine Vorhalle (mandapa), sondern bestehen nur aus einer Cella (garbhagriha) mit kuppelähnlichem Dach mit herabhängenden Ecken; ihr Äußeres ist in einigen Fällen mit Bildreliefs, oft jedoch nur mit geometrischen Motiven geschmückt.

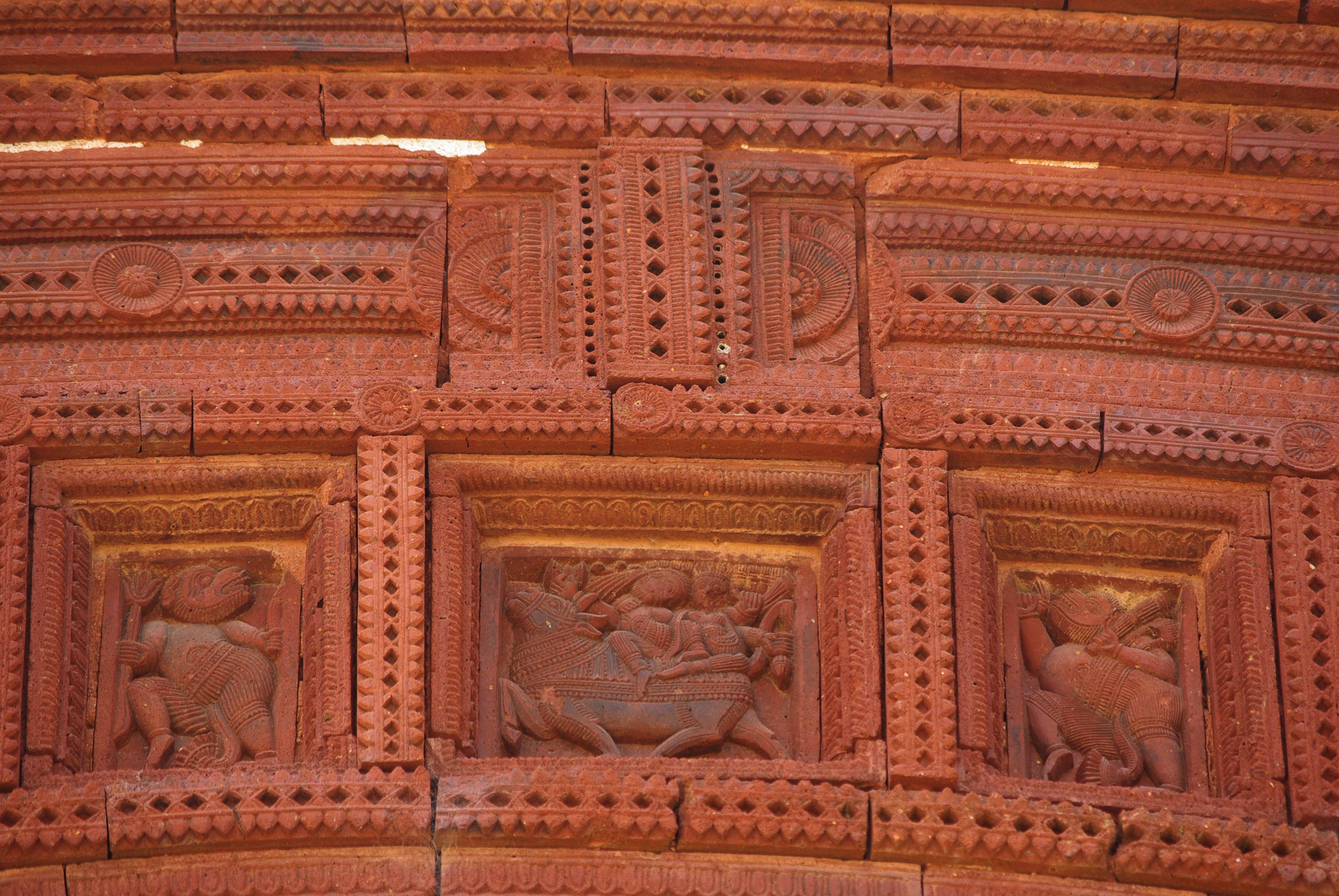
Bildreliefs
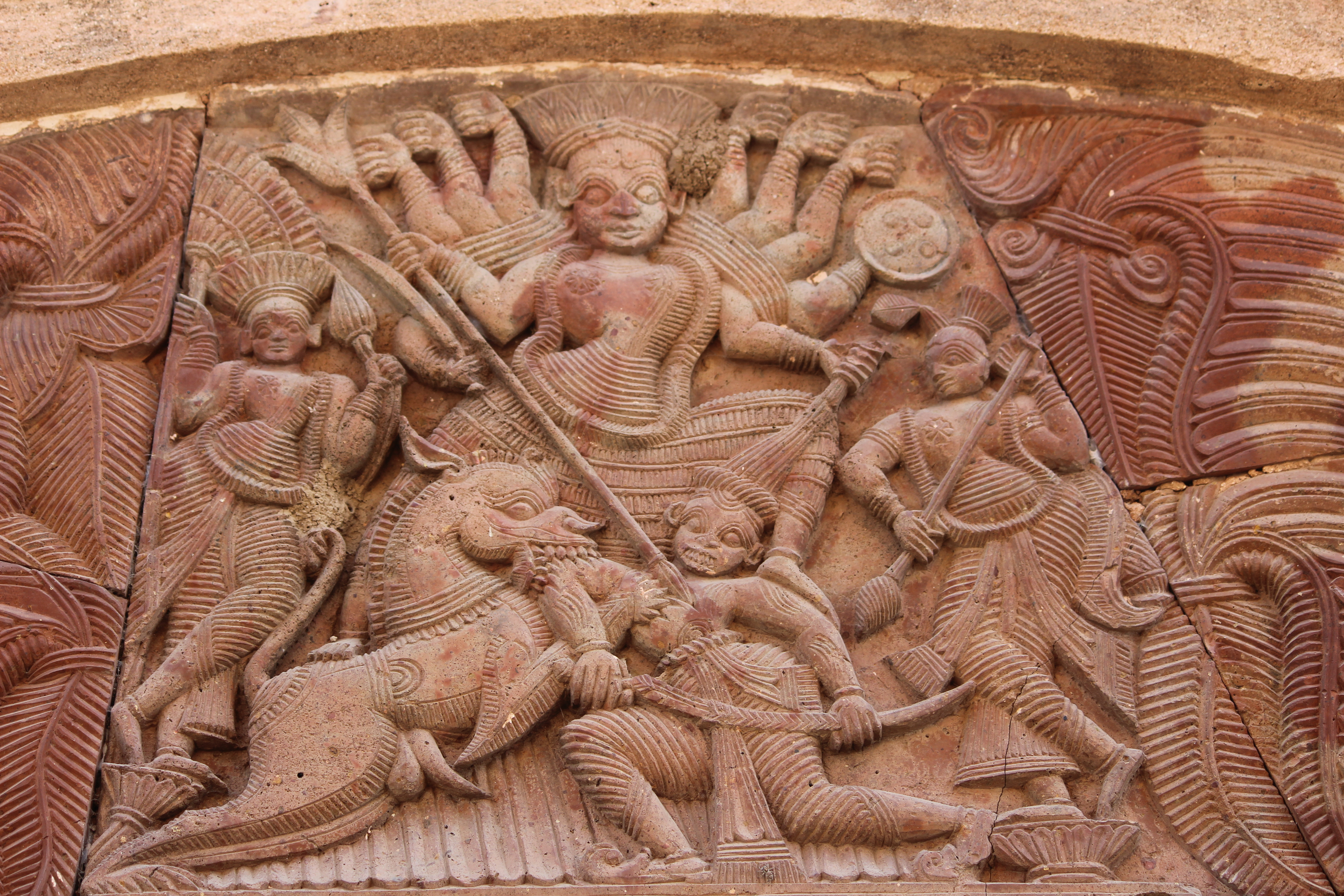
Göttin Durga als Mahisasurmardini
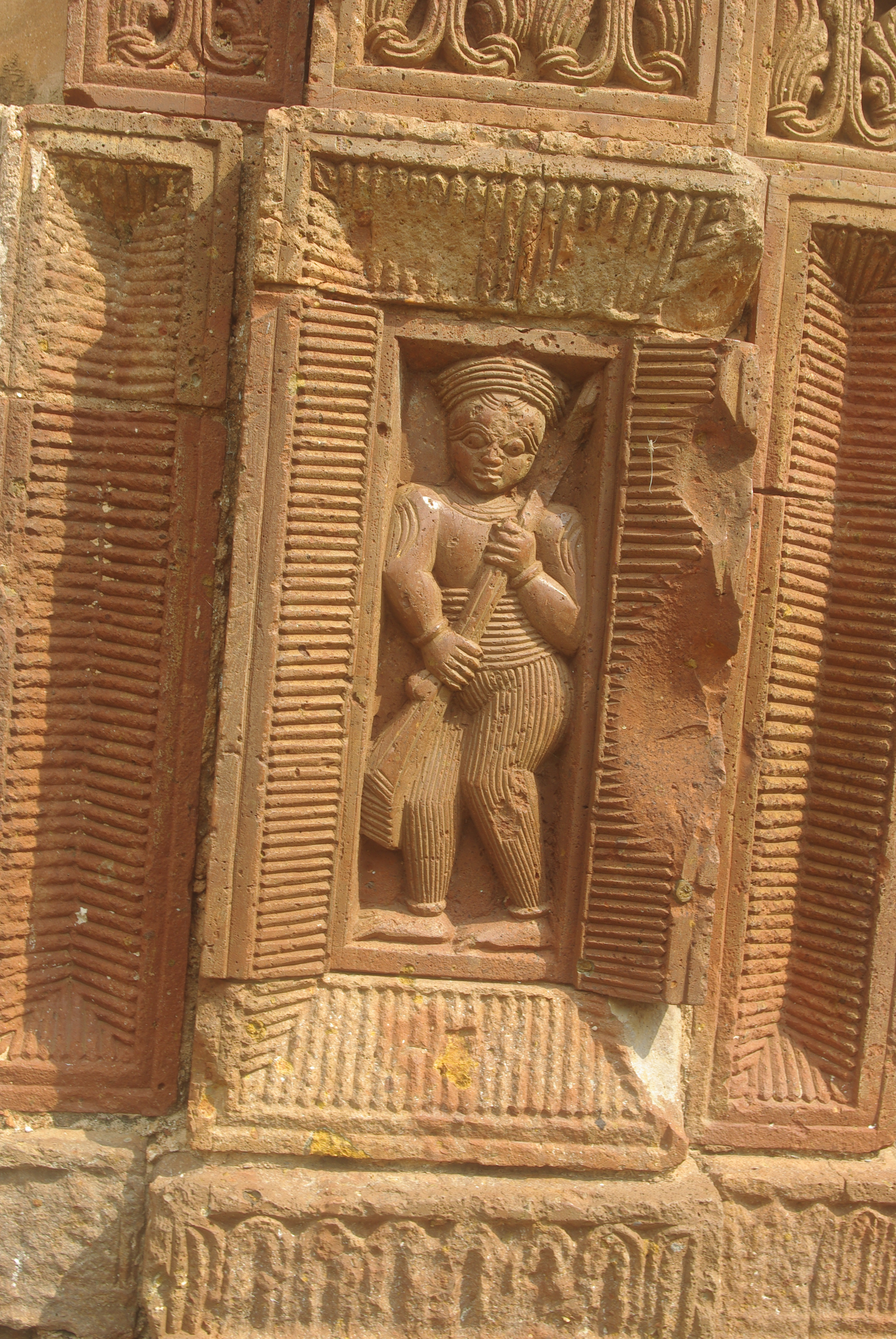
Mann mit Gewehr
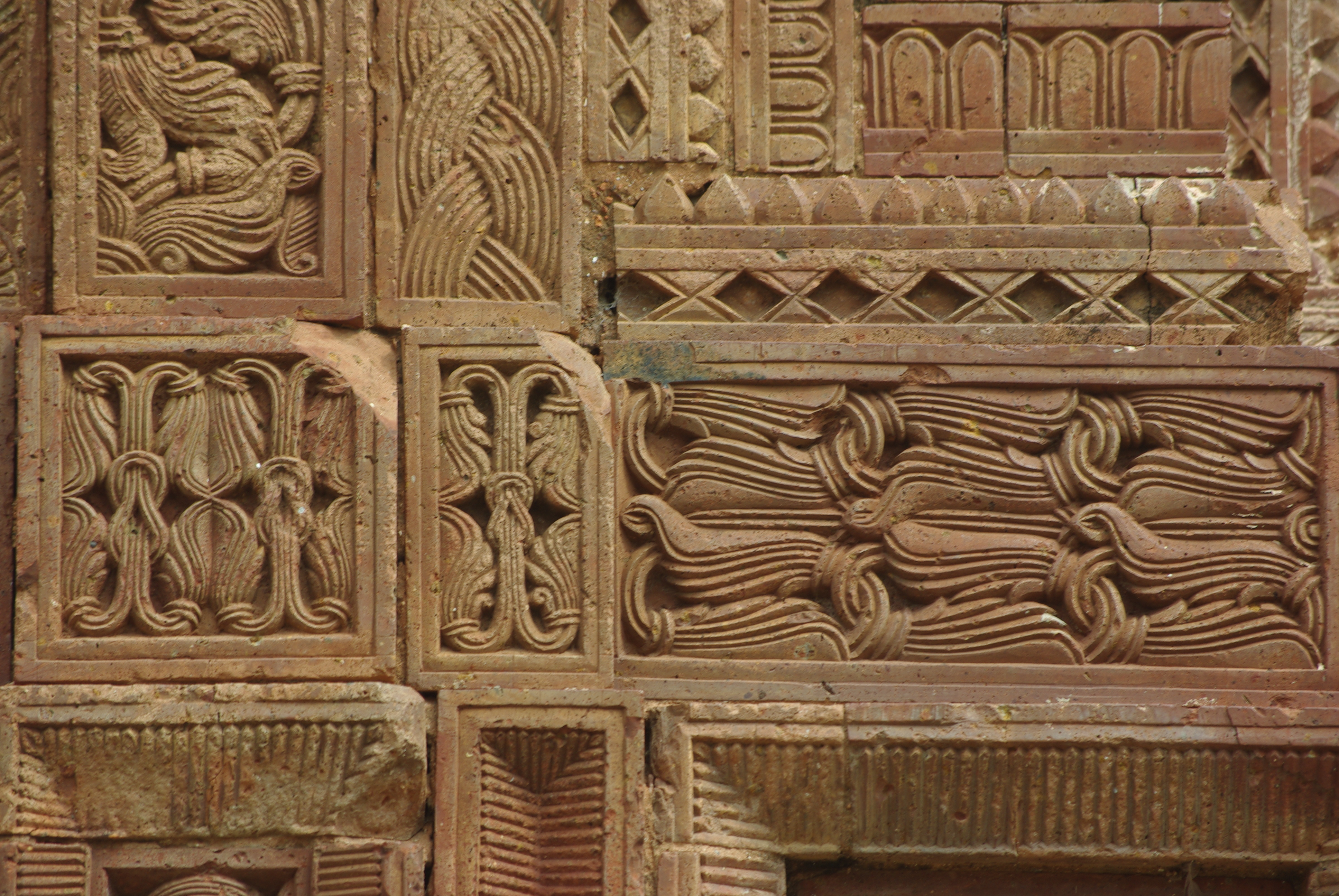
Ornamentmotive